# MM139FD
MM139FD bezeichnet einen Schiffstyp von Doppelendfähren. Von dem Typ wurden drei Einheiten für die norwegische Reederei Bastø Fosen gebaut.

## Geschichte
Die Fähren wurden von Multi Maritime in Førde entworfen und Ende November bzw. Anfang Dezember 2014 bei den türkischen Werften Sefine Shipyard bzw. Cemre Shipyard bestellt. Zwei der Fähren wurden im November 2016 abgeliefert, die dritte folgte im März 2017. Die ersten beiden Fähren wurden am 1. Januar 2017 in Dienst gestellt. Die Fähren des Typs gehörten zu den letzten dieselmechanisch angetriebenen Fähren, die an eine norwegische Reederei geliefert wurden. Spätere Neubauten wurden mit einem dieselelektrischen oder einem rein elektrischen Antrieb ausgestattet, darunter auch die 2021 in Dienst gestellte Bastø Electric der Reederei Bastø Fosen, die auf dem Entwurf des Typs MM139FD basiert.
Die Fähren verkehren über den Oslofjord im Verlauf des Riksvei 19 zwischen Moss und Horten. Sie ersetzten zwei ältere und deutlich kleinere auf der Strecke eingesetzte Fähren. Bastø Fosen betreibt die Fährverbindung seit 1996 und gewann 2014 die erneute Ausschreibung zum Betrieb der Verbindung bis mindestens 2026. Die Fähren entsprechen den Anforderungen der Ausschreibung in Bezug auf ihre Transportkapazität und sind insbesondere in Bezug auf den Kraftstoffverbrauch und die damit verbundenen Emissionen optimiert.

## Beschreibung
Die Fähren werden von zwei Achtzylinder-Dieselmotoren von General Electric (Typ: GE 8 L250 MDC) mit jeweils 2250 kW Leistung angetrieben. Die Hauptmotoren sind in zwei getrennten Maschinenräumen untergebracht. Die Motoren wirken auf zwei Propellergondeln mit Zugpropeller, von denen sich jeweils eine an den beiden Enden der Fähren befindet. Für die Stromerzeugung stehen zwei von den Hauptmotoren mit jeweils 350 kW Leistung angetriebene Wellengeneratoren sowie zwei von Scania-Dieselmotoren (Typ: DI9 M) mit 250 kW Leistung angetriebene Generatoren zur Verfügung. Für die Antriebsmotoren ist ein System zur Abgasrückführung installiert, das zur Verringerung der Emissionen von Stickoxiden (NOx) beiträgt. Außerdem sind die Fähren mit SCR-Katalysatoren zur Abgasnachbehandlung ausgerüstet.
Die Bastø VI wurde mit einem System für den autonomen Betrieb der Fähre nachgerüstet. Mit dem System wurde während eines zweijährigen Projekts die autonome Fahrt und das autonome Anlegen der Fähre getestet, ab Februar 2020 im laufenden Fährbetrieb, während die Brückenbesatzung weiter vollständig vorhanden war und bei Bedarf jederzeit eingreifen konnte.
Zwei der Fähren werden auf der Werft Westcon Yards in Ølensvåg auf einen elektrischen Antrieb umgerüstet. Die vorhandenen Dieselmotoren bleiben für den Fall eines Ausfalls der Stromversorgung erhalten und können dann Generatoren antreiben, die den nötigen Strom für die Aufrechterhaltung des kompletten Schiffsbetriebs bereitstellen. Die Fähren sollen Anfang bzw. Mitte 2022 wieder in Fahrt gehen.
Die Fähren verfügen über ein durchlaufendes Fahrzeugdeck mit sieben Fahrspuren, das über Rampen an beiden Enden der Fähren zugänglich ist. Die Zufahrten sind jeweils 12 Meter breit. An beiden Enden befinden sich nach oben aufklappbare Visiere. Die Länge des Fahrzeugdecks beträgt 139,2 Meter. Das Fahrzeugdeck ist im mittleren Bereich von den Decksaufbauten überbaut. Die nutzbare Durchfahrtshöhe beträgt 5 Meter. Die Fähren können rund 200 Pkw befördern.
Oberhalb des Fahrzeugdecks befindet sich das Deck mit den Einrichtungen für die Passagiere. Hier sind unter anderem Aufenthaltsräume mit Sitzgelegenheiten und ein Selbstbedienungsrestaurant eingerichtet. An beiden Enden des Decks befinden sich offene Decksbereiche. Oberhalb des Passagierdecks befinden sich zwei weitere Decks, in denen die Einrichtungen für die Schiffsbesatzung, darunter 14 Kabinen, eine Messe und Kombüse sowie ein Aufenthaltsraum, sowie verschiedene Betriebsräume untergebracht sind. Auf die Decksaufbauten ist mittig das Steuerhaus aufgesetzt.

## Schiffe
| MM139FD  | MM139FD            | MM139FD    | MM139FD                                            |
| Bauname  | Bauwerft Baunummer | IMO-Nummer | Kiellegung Stapellauf Ablieferung                  |
| -------- | ------------------ | ---------- | -------------------------------------------------- |
| Bastø IV | Sefine Shipyard 28 | 9771420    | 5. Juni 2015 2. Mai 2016 30. November 2016         |
| Bastø V  | Sefine Shipyard 29 | 9771432    | 25. Dezember 2015 29. September 2016 22. März 2017 |
| Bastø VI | Cemre Shipyard 46  | 9769219    | 11. September 2015 14. Mai 2016 17. November 2016  |

Die Schiffe fahren unter der Flagge Norwegens. Heimathafen ist Horten.